# أندرو راسيل (راكب الكنو)
أندرو راسيل هو راكب الكنو كندي، ولد في 26 يناير 1983 في دارتموث في كندا.

## وصلات خارجية
- أندرو راسيل على موقع أوليمبيديا (الإنجليزية)